# Tadschikisches Nationalmuseum
Das Tadschikische Nationalmuseum (tadschikisch Осорхонаи миллии Тоҷикистон) ist ein Museum zur Geschichte und Kultur des Landes Tadschikistan in dessen Hauptstadt Duschanbe.

## Gebäude
Für das Nationalmuseum wurde in Duschanbe ein neues, modernes Gebäude errichtet, in das das Museum 2013 umzog. Es umfasst 22 Ausstellungssäle mit einer Gesamtfläche von circa 15.000 Quadratmetern. Das Gebäude befindet sich in unmittelbarer Nähe des Flusses Warsob. In der Umgebung befinden sich das Denkmal für die Unabhängigkeit Tadschikistans, die Nationalbibliothek Tadschikistans und mehrere Parkanlagen, unter anderem der Rudaki-Park, benannt nach dem Dichter Rudaki.

## Ausstellungen
Ziel des Museums ist es, dem Besucher mehr Wissen über die Geschichte und die Kultur des jungen zentralasiatischen Staates, der erst 1991 seine Unabhängigkeit von der Sowjetunion erlangte, zu vermitteln. Das Museum ist thematisch in drei Bereiche aufgeteilt: Einen Bereich zum Thema Naturkunde, einen weiteren Bereich zum Thema Archäologie und zuletzt einen Bereich zum Thema zeitgenössische Kunst. Die Exponate im archäologischen Teil stammen dabei aus verschiedensten Epochen, angefangen in der Zeit vor der islamischen Expansion nach Zentralasien, als der Zoroastrismus die vorherrschende Religion in Zentralasien war.  Zu den bekanntesten Teilen der Ausstellung zählen Wandmalereien aus Alt-Pandschakent, das auf Grund seiner prachtvollen Wandmalereien auch Pompeij Tadschikistans genannt wird, zahlreiche Fundstücke aus der graeco-baktrischen Siedlung Tacht-i Sangin, eine hölzerne islamische Gebetsnische (mihrāb) aus dem 10. Jahrhundert und ein Nachbau der buddhistischen Klosteranlage Adschina-Teppa, die sich im Süden Tadschikistan befindet. Einen weiteren Teil der Exponate macht eine Sammlung von Geschenken anderer Staatsoberhäupter an den tadschikischen Präsidenten Emomalij Rahmon aus.

### Zurückgehaltene Kunstwerke
Das Nationalmuseum wurde kritisiert, da es Gemälde bekannter Künstler, die im Besitz des Museums sind, nicht der Öffentlichkeit präsentiere. Vor allem Werke russischer Künstler, unter anderem von Iwan Konstantinowitsch Aiwasowski und Wiktor Michailowitsch Wasnezow sind betroffen, aber auch Werke berühmter westliche Künstler, wie Raffael oder Giovanni Bellini. Nachdem es im Jahr 2011 erneut zu einer Diskussion um diese Werke kam, versprach das Museum, die Bilder nach Bezug des neuen Gebäudes auszustellen, was aber nicht geschah.